# NGC 1452
NGC 1452 est une galaxie spirale barrée située dans la constellation de l'Éridan. NGC 1452 a été découverte par l'astronome germano-britannique William Herschel en 1785. Cette galaxie a aussi été observée par l'astronome américain Francis Leavenworth en 1886 et elle a été ajoutée au New General Catalogue sous la désignation NGC 1455.

## Caractéristiques
NGC 1452 présente une large raie HI.

### Distance
Sa vitesse par rapport au fond diffus cosmologique est de 1 623 ± 13 km/s, ce qui correspond à une distance de Hubble de 23,9 ± 1,7 Mpc (∼78 millions d'al).
À ce jour, deux mesures non basées sur le décalage vers le rouge (redshift) donnent une distance de 20,900 ± 2,687 Mpc (∼68,2 millions d'al), ce qui est à l'intérieur des valeurs de la distance de Hubble.

### Morphologie
NGC 1452 a été utilisée par Gérard de Vaucouleurs comme une galaxie de type morphologique (R')SB(r)a dans son atlas des galaxies,.

## Amas de l'Éridan
NGC 1452 est une galaxie de l'amas de l'Éridan.

## Groupe de NGC 1407
NGC 1452 fait partie du groupe de NGC 1407. Ce groupe comprend au moins 9 galaxies. Les autres galaxies du groupe sont IC 343, IC 346, NGC 1359(?), NGC 1407, NGC 1440, ESO 548-44, ESO 548-47 et ESO 548-68. Notons que selon le site « Un atlas de l'Univers » de Richard Powell, la galaxie NGC 1359 fait partie du groupe qui porte son nom, le groupe de NGC 1359.